# Diet Wiegman
 Diet Wiegman  (Schiedam, 24 januari 1944)  is een Nederlandse beeldhouwer. Hij was student en docent aan de Academie voor Beeldende Kunsten te Rotterdam. In de Nederlandse publieke ruimte zijn een aantal werken van hem terug te vinden. 

## Werken (selectie)
- Uit de klei getrokken (2003),  Nagele
- Fransenbeeld (1999),  Vlaardingen
- de Wachters (1994),  Rotterdam
- Gebroken verleden (1990),  Zoetermeer
- Een plus een is twee (1988),  Gorinchem
- Gedenkteken voor 32 Schiedammers (1975),  Schiedam
- Project Westbeelden 1 - 8,  Leerdam

## Fotogalerij

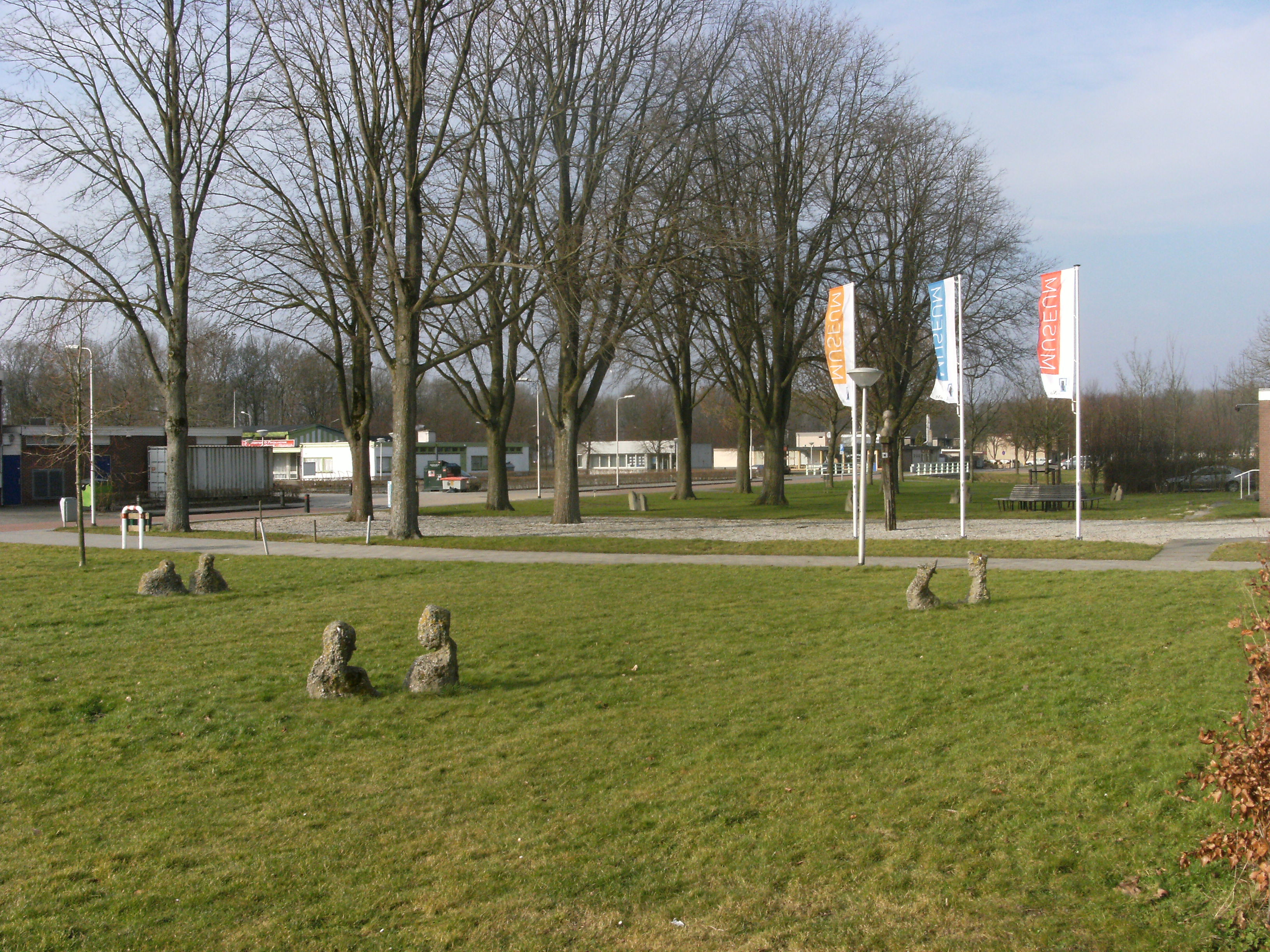
Nagele
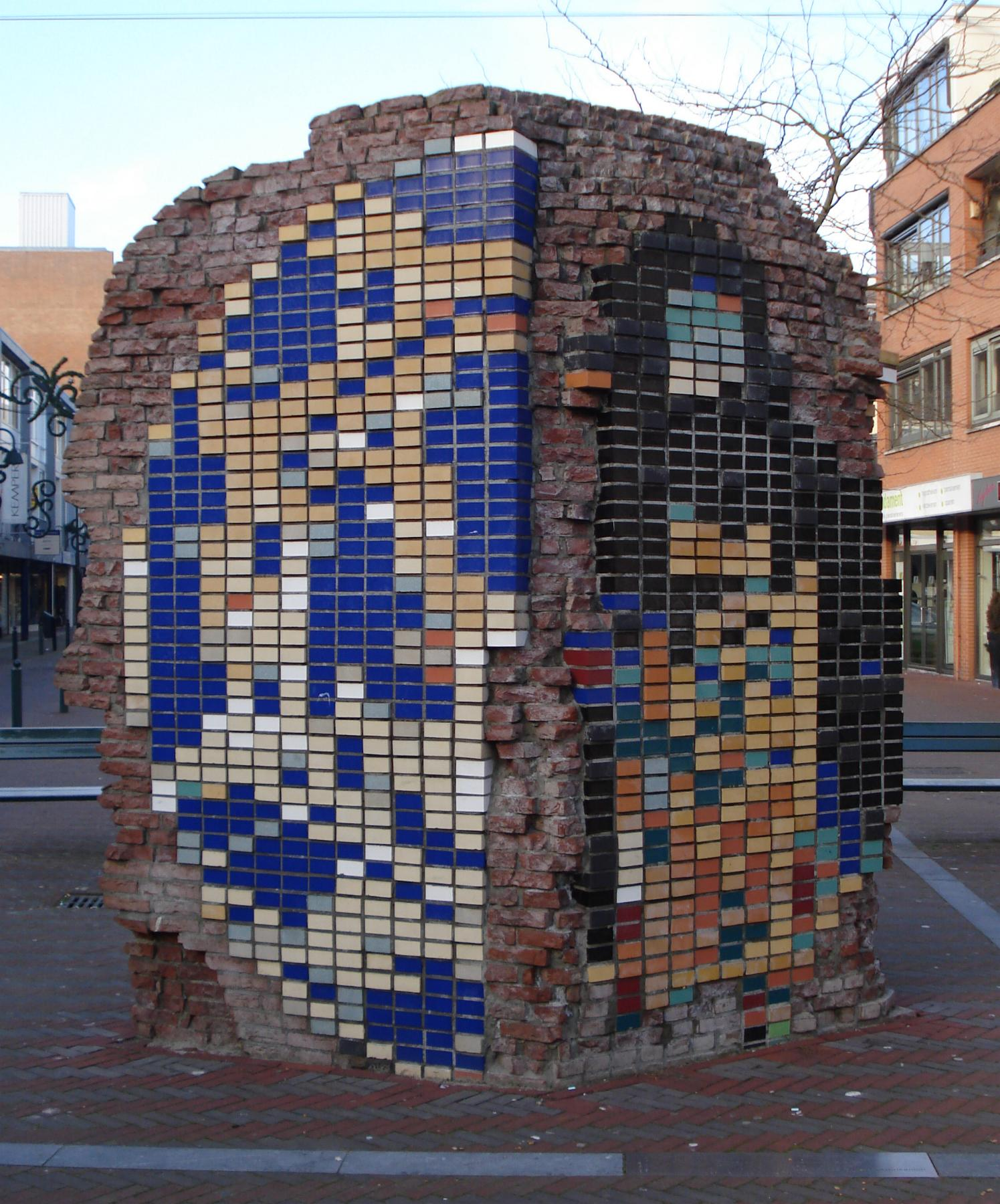
Vlaardingen
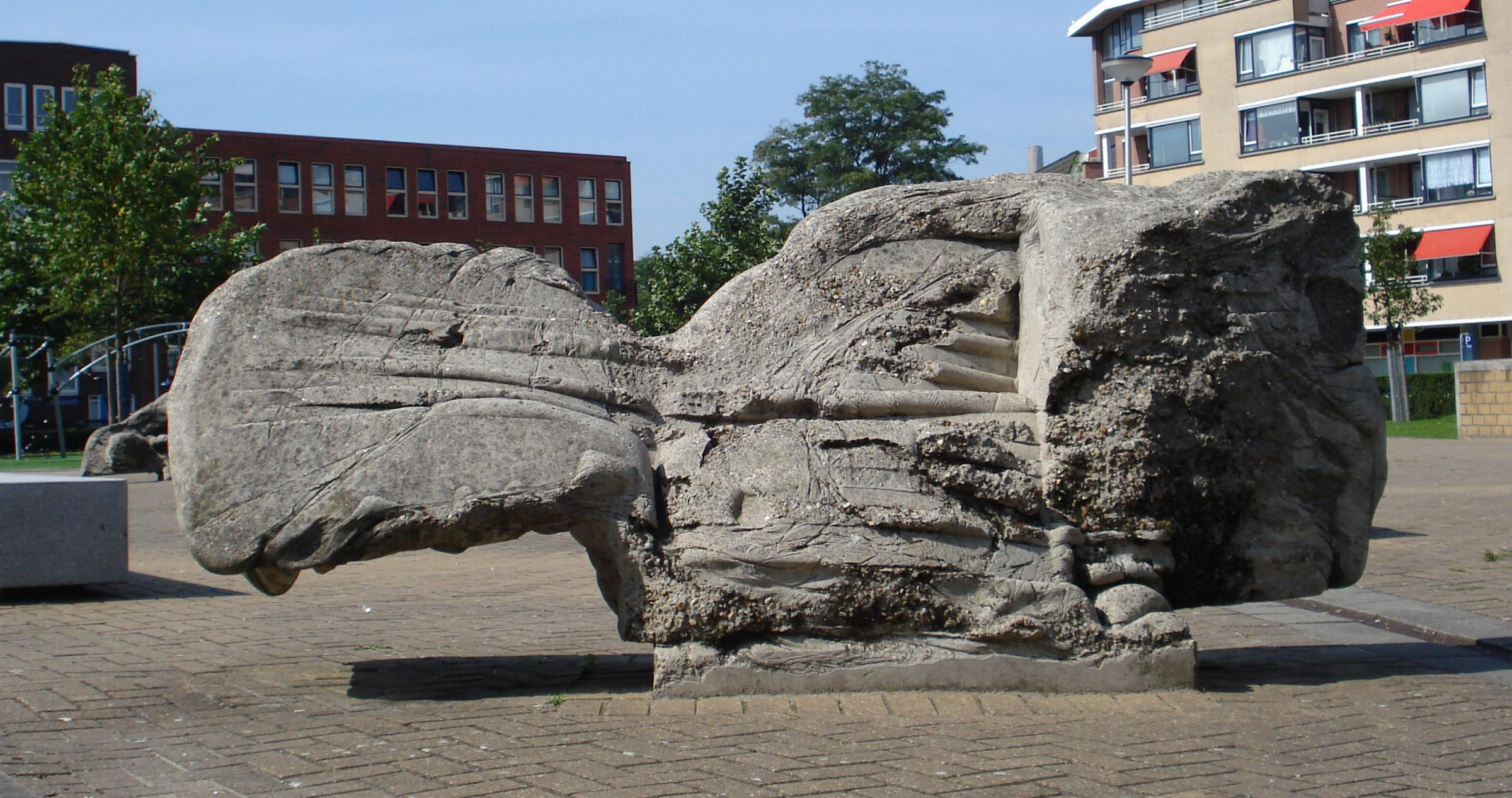
Rotterdam
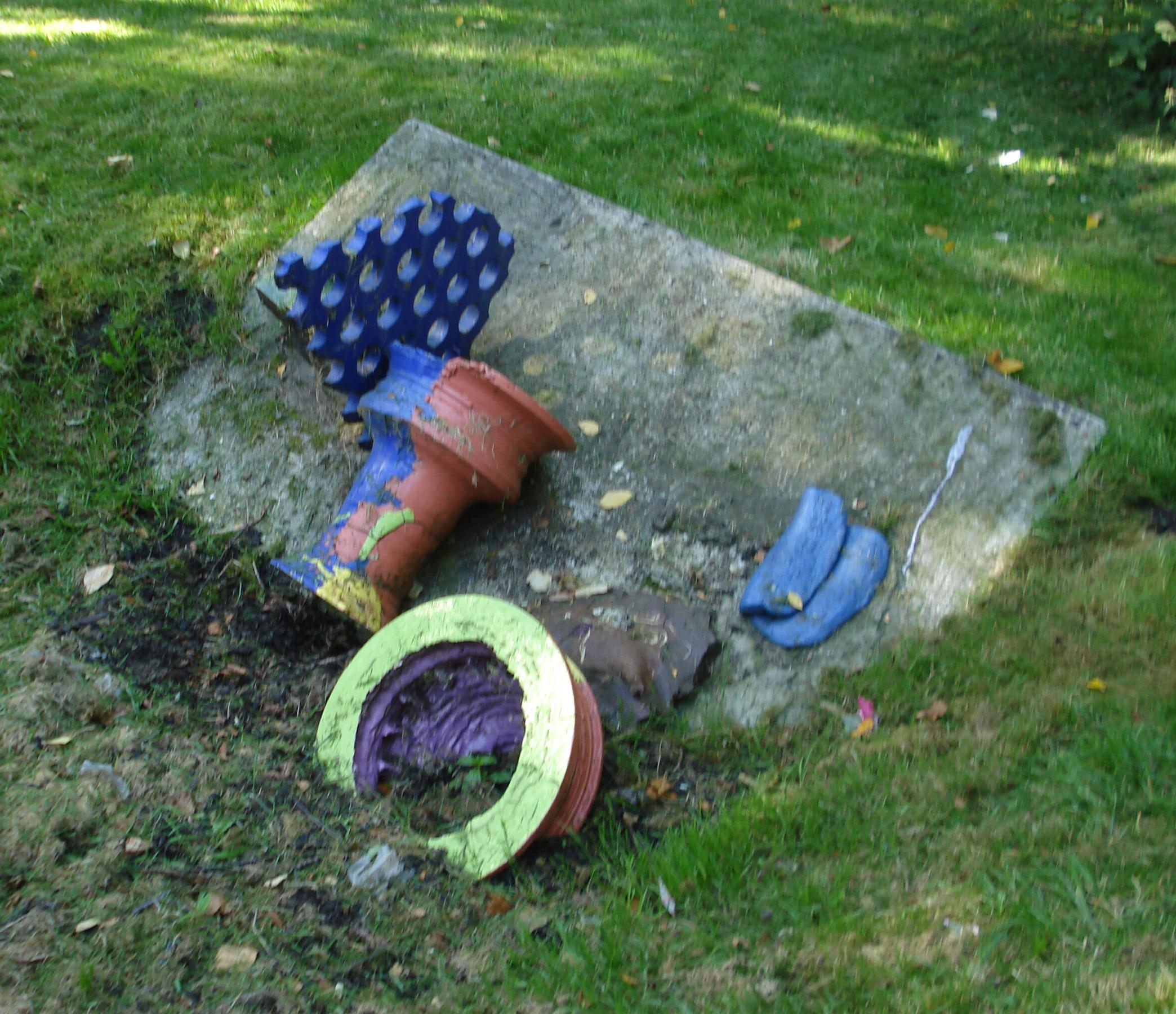
Zoetermeer
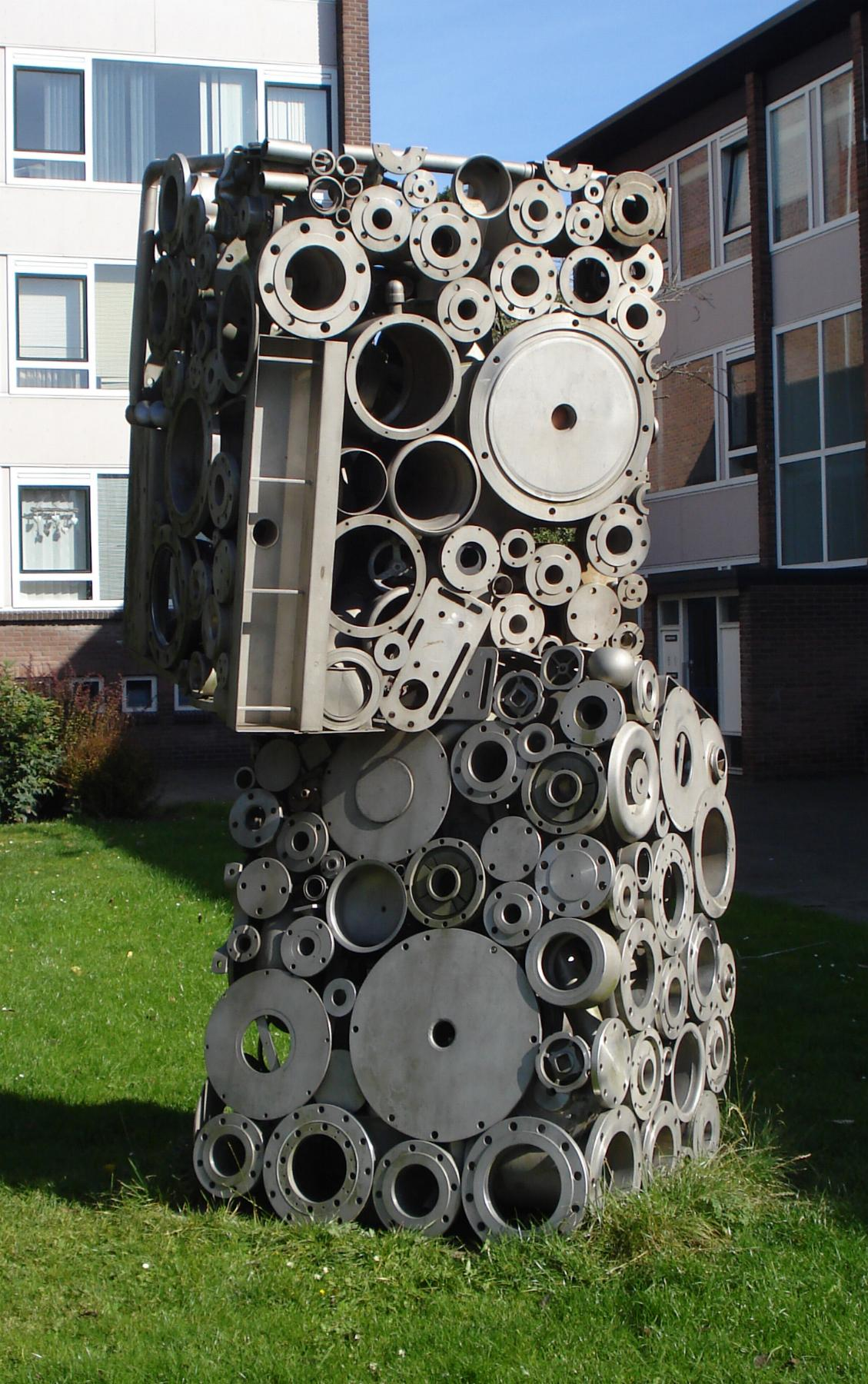
Gorinchem
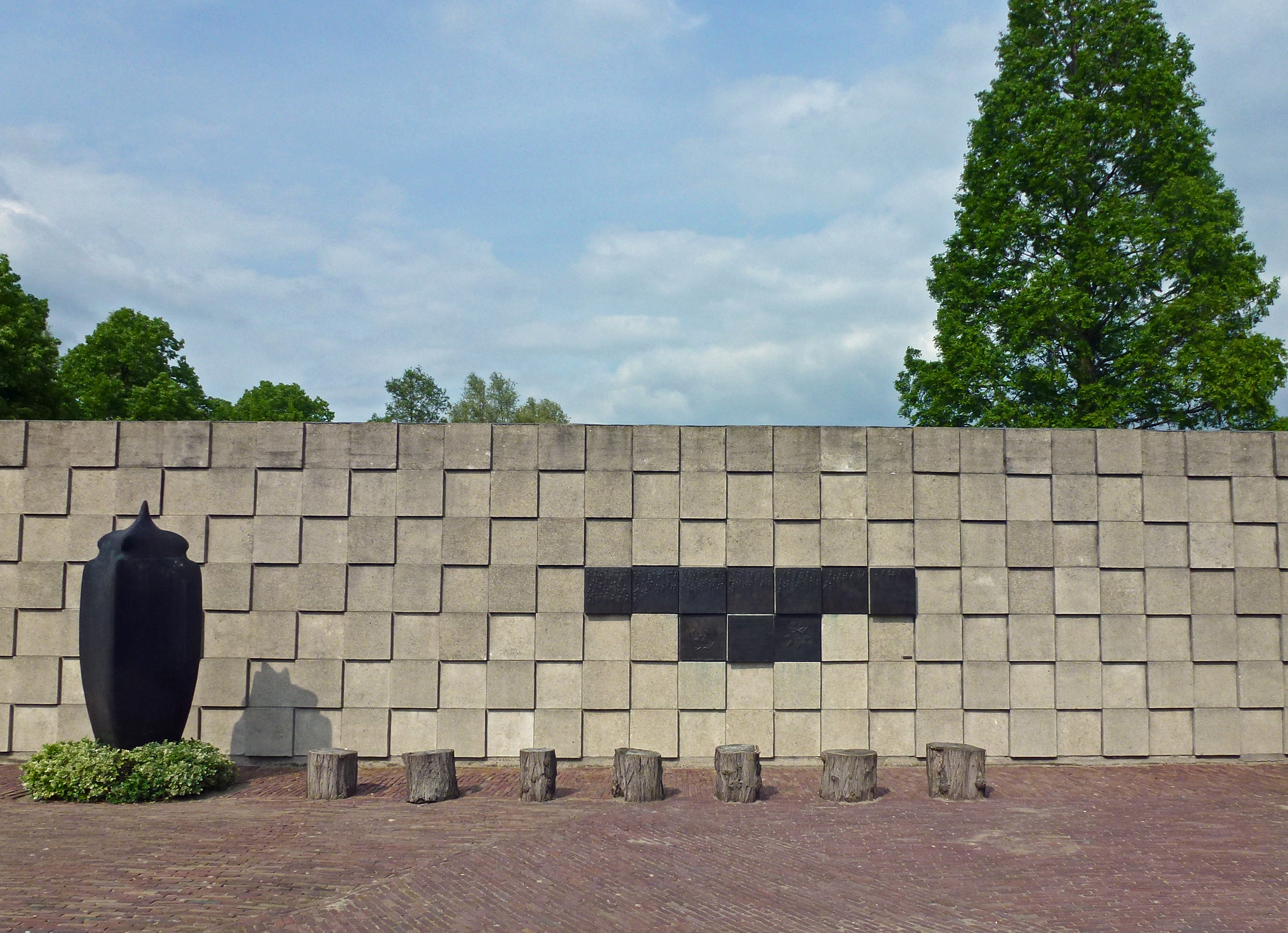
Schiedam
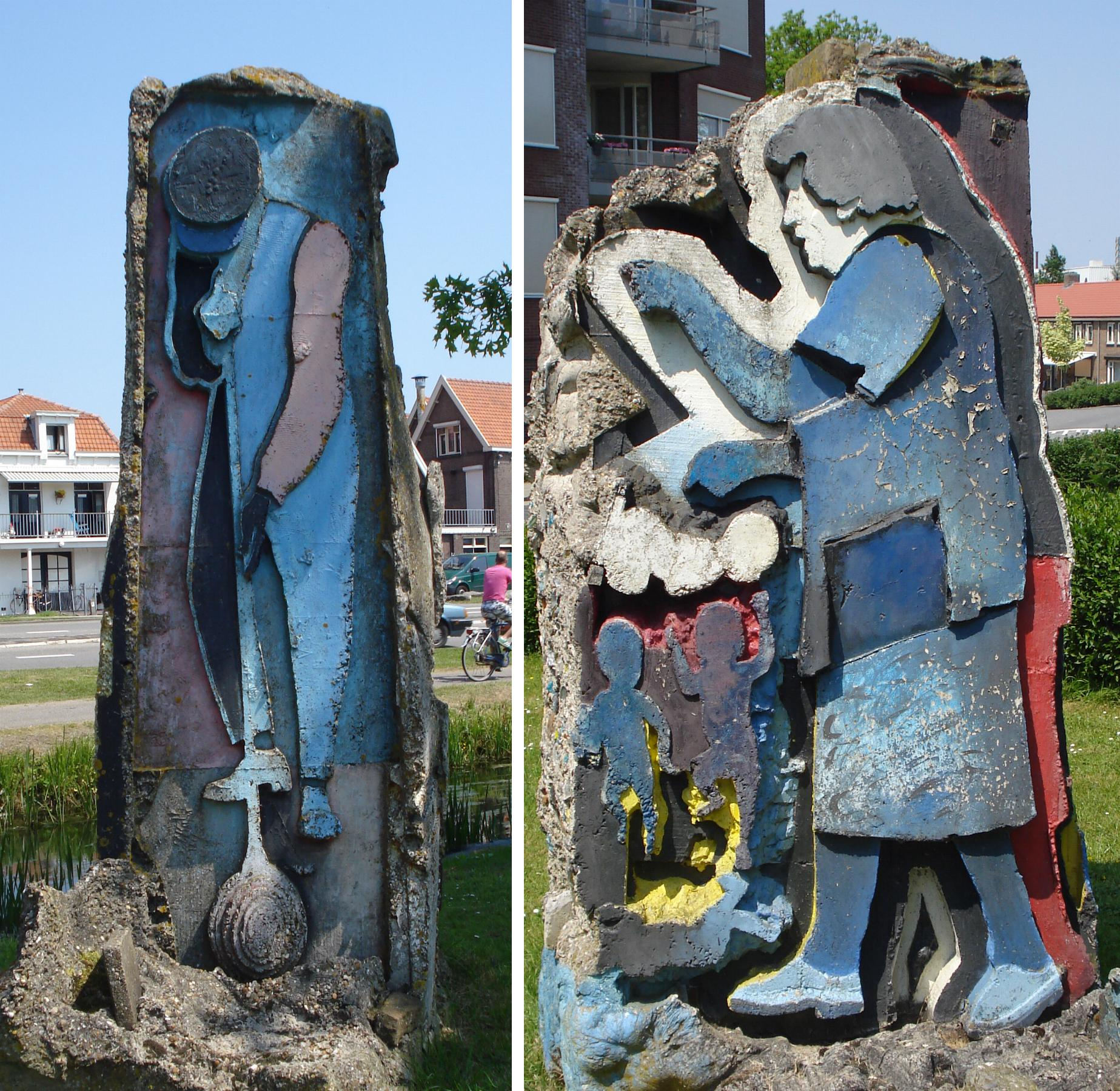
Leerdam